# Názorové vůdcovství
Názorové vůdcovství je sociologický koncept, podle něhož existuje ve společnosti část aktivních a informovaných jedinců, kteří ovlivňují názory ostatních (veřejné mínění). Tyto jedince nazýváme názorovými vůdci (anglicky opinion leaders nebo opinion makers). Nalezneme je napříč sociálními vrstvami ve všech skupinách nehledě na společenský status, vzdělaní a majetek. Oproti ostatním členům skupiny jsou vnímavější vůči jejím zájmům, informovanější co se týká témat, která se skupiny dotýkají, a také se k jejím problémům nejčastěji vyjadřují. Důležitým aspektem názorového vůdcovství je tzv. dvoustupňový tok informací, kdy vůdci zprostředkovávají skupině informace z masových médii. Teorii názorových vůdců dále rozvíjí R. K. Merton. Rozlišuje vůdce lokálního, který se specializuje na místní záležitosti, a vůdce kosmopolitního, zajímajícího se o problémy širšího světa.

## Studie

### The People's Choice
První studií, která se zabývala konceptem názorového vůdcovství, byla práce kolektivu autorů Paula Lazarsfelda, Bernarda Berelsona a Hazel Gaudetové v The People's Choice. Jejich tým zkoumal chování voličů v průběhu předvolební kampaně prezidentských voleb v USA v roce 1940. Výzkum probíhal v okrese Erie County v Ohiu od května do listopadu 1940 metodou opakovaných rozhovorů stejného vzorku respondentů. V květnu tazatelé vytipovali přibližně 3 000 lidí, kteří reprezentovali nejblíže složení obyvatelstva celého okresu. Z vybraného vzorku byly utvořeny čtyři samostatné skupiny po 600 lidech. Tři z nich sloužily jako kontrolní skupiny a byly dotazovány jen jednou za celé předvolební období (skupina A v červenci, B v srpnu a C v říjnu). Poslední skupina, hlavní panel, byla dotazována pravidelně každý měsíc počínaje květnem, v období před prezidentskými primárkami, a konče po listopadových volbách. Výzkum se zaměřil na vývoj volebních preferencích jednotlivých voličů a sledoval jaké podněty stojí případně za změnou jejich názoru (média, referenční skupiny atd.).
Autoři práce hledali názorové vůdce položením jednoduché dvojice otázek: 

1. Pokusil(a) jste se v poslední době někoho přesvědčit o svých politických názorech?
2. Požádal Vás v poslední době někdo o radu v politických otázkách?

Pokud respondent na obě otázky odpověděl kladně, 21 % respondentů z celého panelu, byl klasifikován jako názorový vůdce. Jak se ukázalo názoroví vůdci měli velký vliv na formování pohledu nerozhodnutých voličů. Po celou dobu konání výzkumu se o 10 % více lidí, ať už aktivně či pasivně, účastnilo politických debat, než se věnovalo poslechu rádia nebo čtení jakéhokoliv periodika. Proto i mezi voliči, kteří se během předvolební kampaně rozhodli volit opačně oproti původnímu úmyslu nebo byli nerozhodnutí, převládal jako hlavní důvod ke změně rozhovor s přítelem či členem rodiny. Tři čtvrtiny voličů, jež předpokládali, že k volbám vůbec nepůjdou, uvedlo obdobně jako hlavní důvod ke změně rozhovor s blízkou osobou, názorovým vůdcem.

### The Rovere Study
Vzápětí po skočení voleb v roce 1940 proběhl v New Jersey obdobný výzkum názorového vůdcovství. Autoři však zvolili opačný přístup nežli v předchozí studii a respondentů se ptali: „Kdo Vás ovlivňuje?“ Lidé, kteří byli označeni více než 4× za vlivné, byli posléze podrobeni samostatnému rozhovoru. Na rozdíl od The People's Choice se autoři zaměřili na vůdce, kteří ovlivňovali širší skupiny lidí (ovlivňování v rámci rodiny, tak bylo pominuto) a na jejich klasifikaci. Naopak se nevěnovali prvotnímu vztahu mezi vůdci a původními respondenty.

### The Decatur Study
The Decatur Study proběhla v letech 1945–1946. Důraz byl zde kladen na popis případů, kdy dopad jednotlivých vlivů mohl být rozeznán a vyhodnocen. Podobně jako u Rovere studie byly prováděny rozhovory s lidmi, kteří byli označeni jako názoroví vůdci. Tentokrát se však výzkum zaměřil i na relativní důležitost osobního vlivu a na vztah mezi vůdci a ostatními členy skupiny. Díky tzv. metodě sněhové koule, kdy jsou jednotlivci, kteří splňují dané charakteristiky (názoroví vůdci), vyzvání, aby jmenovali další, jež daná kritéria splňuji, vznikla širší skupina názorových vůdců. Nominující shodně tvrdili, že jsou ovlivněni jejich působením. Dalo by se tak mluvit o názorových vůdcích názorových vůdců. Avšak názorové vůdcovství není trvalým vlastnictvím, a proto se s referenční skupinou, časem i prostorem názoroví vůdci mění.

### The Drug Study
V rámci The Drug Study vědci zjišťovali, jaký vliv má na doktory integrace v lékařské komunitě, a jakým způsobem pak rozhodují o předepisování nových léků. Díky relativně malému počtu lékařů ve společnosti (méně než 1 na 1000 obyvatel v USA) bylo možné popsat roli osobního vlivu mezi nimi provedením rozhovorů se všemi doktory ve 4 městech na americkém středozápadě a jejich obeznámení s novým lékem, který se úspěšně začal předepisovat několik měsíců před začátkem studie. Na základě sociometrických dat, kdy lékaři jmenovali 3 kolegy, se kterými nejčastěji konzultují své případy, bylo možné vystopovat, jak jednotliví názoroví vůdci mezi doktory ovlivňují nasazení nového léku ve skupině. Ukázalo se, že integrace lékařů v komunitě a jejich navázanost na jednotlivé názorové vůdce ovlivňuje rychlost s jakou byl nový lék jednotlivými lékaři předepisován.

## Teorie dvoustupňového toku komunikace
Názoroví vůdci mají největší zájem na veřejném dění. S jejich zvýšeným zájmem úměrně stoupá participace (debaty, demonstrace, volby) v občanském životě i vystavení masové komunikaci (noviny, rádio, televize). Méně zainteresovaní lidé se o veřejnou komunikaci v takové míře nezajímají, a proto jim jako náhradní zdroj slouží právě názoroví vůdci. Při rozhovoru s lidmi artikulují náhled na problém, tak jak se o něm sami dočetli. Případně upozorňují na zajímavý článek či pořad své kolegy. Názoroví vůdci tak fungují jako jakýsi most mezi formálními médii a řadovým publikem.

## Dopady osobního vlivu

### Vliv osobnosti a masových médií
Osobní vliv má oproti masovým médiím psychologickou výhodu. Ačkoliv masová média působí na jedince takřka neustále, míří na celý terč společnosti. Musí zasáhnout celé své cílové publikum. Osobní komunikace cílí na konkrétního jedince. Výpovědi respondentů ukázaly, že ve většině případů změnili názor pod tlakem osobní komunikace.

### Stejnorodost názorů v primárních skupinách
Účinnost osobního vlivu se také odrazila ve stejnorodosti názorů a chování v sociálních skupinách. Prostředkem komunikace v nich je rozhovor z očí do očí. Názorový vůdce se dokáže přizpůsobit zvyklostem svého kolegy a vyvinout na něj „efektivní molekulární tlak vedoucí k názorové homogenitě sociální skupiny.“

### Odměna za poddajnost
Od dětství se člověk učí, že vyhnout se nepříjemnostem ve své sociální skupině může jednoduše tím způsobem, že „bude dělat, co mu ostatní řeknou.“ Ve společnosti existuje skupina lidí, kterou uspokojuje, že jde proti proudu většinového názoru, avšak jde pouze o minoritu. Většina jedinců raději podlehne převládajícímu pohledu skupiny.

### Nezáměrnost osobních kontaktů
Pokud se jedinec rozhodne vystavit masovým médiím, ze zkušenosti se předem obrní svými názory. Média tak mají jen malou šanci jej nějakým způsobem ovlivnit. Častěji navíc jedinec sleduje médium, které vyhovuje jeho pohledu na svět. Na osobní kontakty se však takto připravit nelze, protože se jim nevystavuje dobrovolně. Jsou pronikavé, takže se k člověku dostanou nezáměrně (i ve formě klepů), a snadněji ho ovlivní.

### Důvěra ve věrohodný zdroj
Pokud jedinec čte či slyší názor komentátora či odborníka v masových médiích může si klást otázku o jeho věrohodnosti. Zda odborník dané téma rozebírá z úhlu pohledu, který nejvíce ovlivní právě jeho. Proto je pro jedince daleko věrohodnější a přesvědčivější názor jedince (názorového vůdce) z jeho blízkého okolí, kterému důvěřuje a jemuž připisuje určitou prestiž. K němu má důvěru, jelikož věří, že se na problém dívá ze stejného úhlu pohledu jako on.

## Způsob měření názorového vůdcovství
Respondent na základě dotazníků a hloubkových rozhovorů hodnotí míru svého vlivu na blízké osoby. V počátcích fenoménu názorového vůdcovství se sociologové při svých výzkumech vystačili pouze s určením, zdali někdo je či není názorovým vůdcem. Lazarsfeld, Berelson a Gaudet si vystačili pouze se dvěma otázkami – lidé se tak dělili buď na vůdce, nebo následovníky. S přibývajícími studiemi ale přicházely snahy o nahrazení strohého dělení na vůdce a nevůdce spojitou stupnicí, která by určovala míru názorového vůdcovství případně názorové závislosti.
První stupnici, která vyšla z použití šesti sebehodnotících otázek, využila skupina sociologů, které zkoumala výměny názorů mezi farmáři. Problémem těchto šetření byla validace, tedy ověřování pravdivosti odpovědí, která se prováděla jen velmi zřídka.
Zásadním způsobem pak tuto metodu a její dosavadní poznatky rozpracovala v osmdesátých letech Elisabeth Noelle-Neumannová se svým týmem. Vytvořili tzv. Persönlichkeitsstärke škálu (PS škálu), na jejímž základě lze vyhodnotit „sílu osobnosti. Klíčem k určení míry názorového vůdcovství je 10 otázek, při jejichž zodpovídání respondent předpokládá své chování v různých běžných situacích, a tak i druhotně hodnotí svůj vliv na okolí.

### Česká verze PS škály
| Tvrzení                                                                           | Souhlas (body) | Nesouhlas (body) |
| --------------------------------------------------------------------------------- | -------------- | ---------------- |
| 1. Obvykle počítám s tím, že to, co udělám, bude úspěšné.                         | 13             | 7                |
| 2. Jen zřídka si nejsem jistý, jak se mám chovat.                                 | 14             | 7                |
| 3. Rád přijímám odpovědnost.                                                      | 15             | 7                |
| 4. Rád se ujímám vedení při společných akcích.                                    | 17             | 8                |
| 5. S chutí přesvědčuji druhé o svém mínění.                                       | 15             | 7                |
| 6. Často zjišťuji, že se ostatní řídí podle mého vzoru.                           | 16             | 8                |
| 7. Dovedu se dobře prosadit.                                                      | 14             | 7                |
| 8. Jsem často o krok před ostatními.                                              | 18             | 9                |
| 9. Mám hodně věcí, které mi ostatní závidí (Je toho hodně, co mi ostatní závidí). | 15             | 9                |
| 10. Často dávám rady a doporučení ostatním.                                       | 12             | 6                |

Maximální možné skóre je 149 bodů, minimální 75 bodů. Součet skóre u odpovědí zařazuje odpovídající do jedné z následujících kategorií: hodnoty do 99 bodů označují osoby, které jsou na někom názorově závislé, hodnoty indexu mezi 100 až 123 body ukazují na osoby průměrné a index s vysokými hodnotami zpravidla od 124 bodů označuje názorové vůdce.